# Првенство Републике Српске у атлетици на отвореном 2007.
Појединачно првенство Републике Српске у атлетици на отвореном 2007. је одржано у организацији Атлетског савеза Републике Српске на стадиону Бара на Сокоцу. На првенству се такмичило око 140 атлетичара из 13 атлетских клубова Српске, затим неколико атлетичара из Србије (бацачи кугле Драган Перић и Милан Јотановић и бацач копња Миодраг Ђукић) и Федерације БиХ. Репрезентативац Србије Драган Перић (бацач кугле), је хицем од 20,40 метара задовољио олимпијску норму.

## Резултати
Атлетски клуб Гласинац је освојио седам златних медаља.

### Мушкарци
| Дисциплина             | Побједник         | Клуб         | Вријеме  |
| 110 м препоне          | Илија Цвијетић    | АК Гласинац  | 15,10    |
| 3.000 м стипл          | Славиша Обрадовић | АК Височник  | 10:17,88 |
| 100 м                  | Саша Кецман       | АК Приједор  | 10,96    |
| 400 м                  | Саша Кецман       | АК Приједор  | 49,86    |
| 800 м                  | Душан Бабић       | АК Бања Лука | 1:55,16  |
| 1.500 м                | Ненад Тошовић     | АК Рогатица  | 4:05,46  |
| Штафета 4 × 100 метара |                   | АК Гласинац  | 46,81    |
| Скок увис              | Дејан Мићевић     | АК Рогатица  | 191      |
| Скок удаљ              | Дејан Гранић      | АК Пале      | 6,31     |
| Бацање кугле           | Бојан Џида        | АК Пале      | 15,76    |
| Бацање диска           | Златан Шеранић    | АК Борац     | 51,02    |
| Бацање копља           | Срђан Јововић     | АК Борац     | 58,94    |

### Жене
| Дисциплина             | Побједник           | Клуб        | Вријеме  |
| 100 м препоне          | Марија Митрашиновић | АК Гласинац | 15,55    |
| 3.000 м стипл          | Дејана Самарџија    | АК Славија  | 12:06,15 |
| 100 м                  | Горана Цвијетић     | АК Гласинац | 12,72    |
| 400 м                  | Горана Цвијетић     | АК Гласинац | 58,18    |
| 800 м                  | Биљана Марковић     | АК Добој    | 2:28,76  |
| 1.500 м                | Биљана Цвијановић   | АК Добој    | 4:47, 04 |
| Штафета 4 × 100 метара |                     | АК Леотар   | 53,22    |
| Скок увис              | Наташа Савовић      | АК Леотар   | 165      |
| Скок удаљ              | Тања Марковић       | АК Пале     | 5,31     |
| Бацање кугле           | Жељка Бартула       | АК Гласинац | 12,51    |
| Бацање диска           | Горана Тешановић    | АК Борац    | 43,12    |
| Бацање копља           | Владанка Савчић     | АК Гласинац | 36,34    |